# Can Canals (Anglès)
Can Canals és una masia del municipi d'Anglès (Selva) inclosa en l'Inventari del Patrimoni Arquitectònic de Catalunya.
Es tracta d'una masia de dues plantes i coberta amb una teulada a dues aigües de vessants a façana. Una masia que pels seus trets constitutius quadraria dins d'una segona tipologia o família de masies. Les masies que es corresponen amb aquesta segona tipologia comparteixen tota una sèrie de trets comuns, com ara el fet de tenir la coberta inclinada cap a les dues façanes laterals de l'edifici. En general corresponen a les masies més abundants, construïdes en una sola etapa amb data corresponent als segles XVI, XVII i xviii. Compositivament solen estar formades per tres crugies d'una clara racionalitat arquitectònica. Moltes vegades l'ampliació de la masia, ha portat a la construcció de petits cossos laterals destinats a l'ampliació de corts, porxos, etc., fent variar ostensiblement la fesomia de l'edifici.
En la planta baixa hi ha dues obertures, com són el portal d'accés d'arc de mig punt i una minúscula obertura rectangular. Ambdues són bastant irrellevants, ja que no han experimentat cap tractament destacat ni tan sols el portal d'accés, el qual està fet d'obra de maçoneria arrebossada. Pel que fa al primer pis, hi ha dues obertures rectangulars de major grandària. Ara bé, en aquest sector succeeix un cas semblant al de la planta baixa, ja que igual que aquí, en el primer pis les finestres tampoc han rebut cap treball singular. L'únic element a destacar és la construcció afegida a la part esquerra de l'immoble, que faria les funcions de paller i que està realitzada amb pedra, embigat de fusta i coberta a dues aigües de vessants a laterals. En el sector dret, adossat també a la masia, trobem una construcció minúscula que executaria de ben segur les tasques d'estable per tal de guardar-hi bestiar.